# Депутаты Верховного Совета РСФСР от Татарской АССР

Депутаты Верховного Совета РСФСР от Татарской АССР
Депутаты указаны по году выборов в Верховный Совет РСФСР.

## 1938 год
1. Захаров, Пётр Иванович — Казанский-Сталинский округ.
2. Агафонов, Андрей Федорович — Казанский-Молотовский округ.
3. Вагапов, Насып Хисматович — Казанский-Ленинский округ.
4. Тынчеров, Амин Халилович — Лаишевский округ.
5. Фазлеев, Абдрахман Бурганович — Зелено-Дольский округ.
6. Шихранов, Гурий Ефремович — Тетюшский округ.
7. Измайлова, Галия Гилязевна — Буинский округ.
8. Шашков, Зосим Алексеевич — Куйбышевский округ.
9. Филимонов, Петр Данилович — Чистопольский округ.
10. Галимханов, Закир Галимханович — Тельмановский округ.
11. Куликов, Федор Ильич — Шереметьевский округ.
12. Мосолов, Василий Петрович — Первомайский округ.
13. Павлов, Дмитрий Васильевич — Бугульминский округ.
14. Корнев, Иван Владимирович — Муслюмовский округ.
15. Закирова, Зугре Закировна — Мензелинский округ.
16. Горбунова, Мария Николаевна — Елабужский округ.
17. Абубакиров, Мингаз Абубакирович — Мамадышский округ.
18. Динмухаметов, Галей Афзалетдинович — Кукморский округ.
19. Попов, Василий Федорович — Арский округ.

## 1959 год
1. Абдразяков, Абдулхак Асвянович, Председатель Совета Министров, АССР. Шереметьевский округ.
2. Бичурина, Наиля Абдрахмановна, заведующая учебной частью средней школы. Казанский — Сталинский округ.
3. Горохов, Андрей Федорович, токарь завода. Казанский — Ленинский округ.
4. Губайдуллин, Ахат Шарифуллович, буровой мастер. Альметьевский округ.
5. Елютин, Вячеслав Петрович, министр высшего образова, ния СССР. Елабужский округ.
6. Жиганов, Назиб Гаязович, композитор, директор консерватории. Мамадышский округ.
7. Замалиева, Амина Абзалутдиновна, станочница завода. Зеленодольский округ.
8. Зиядиева, Мугмина Нурутдиновна, колхозница. Аксубаевский округ.
9. Камалеев, Галимзян Камалеевич, председатель исполкома сельского Совета депутатов, трудящихся. Арский округ.
10. Лисин, Николай Викторович, председатель колхоза. Камско-Устьинский округ.
11. Минмухаметова, Маккия Минмухаметовна, швея-машинистка завода. Казанский сельский округ.
12. Мушарапова, Элминур Адиевна, колхозница. Буинский округ.
13. Нужин, Михаил Тихонович, ректор Казанского Государственного университета им. В. И. Ульянова-Ленина. Мензелинский округ.
14. Пивоваров, Валентин Васильевич, управляющий делами ЦК КПСС. Бугульминский округ.
15. Талалаева, Антонина Степановна, работница совхоза. Куйбышевский округ.
16. Тунаков, Павел Дмитриевич, председатель исполкома городского Совета депутатов, трудящихся. Казанский — Советский округ.
17. Фасеев, Камиль Фатыхович, секретарь обкома КПСС. Кукморский округ.
18. Хамидуллин, Идият Халилович, первый секретарь райкома КПСС. Мулюмовский округ.
19. Яснов, Михаил Алексеевич, первый заместитель Председателя Совета Министров, РСФСР. Чистопольский округ.

## 1963 год
1. Амиров, Мирсаяф Масалимович, писатель, председатель правления Союза писателей Татарской АССР. Мамадышский округ.
2. Бариев, Нургали Бариевич, председатель колхоза «Урняк» Арского производственного колхозно-совхозного управления. Арский округ.
3. Гнниатуллина, Бибинур Латфулловна, осмотрщица вагонного депо станции Юдино. Зеленодольский городской округ.
4. Дорофеева, Любовь Алексеевна, ткачиха Казанского льнокомбината имени В. И. Ленина. Казанский—Кировский округ.
5. Захаров, Виктор Алексеевич, комбайнер колхоза «Борьба» Октябрьского производственного колхозно-совхозного управления. Октябрьский округ.
6. Мартынов, Борис Павлович, заведующий Сельскохозяйственным отделом Татарского обкома КПСС. Лениногорский округ.
7. Мартынова, Надежда Дмитриевна, агроном колхоза «Новый мир» Тетюшского производственного колхозно-совхозного управления. Буинский округ.
8. Назипов, Камиль Шагитович, буровой мастер треста «Альметьевбур-нефть». Альметьевский округ.
9. Нужин, Михаил Тихонович, ректор Казанского государственного университета имени В. И. Ульянова, -Ленина. Казанский—Приволжский округ.
10. Омарцев, Георгий Николаевич, кокильщик машиностроительного завода. Казанский—Ленинский округ.
11. Полющеиков, Григорий Григорьевич, секретарь парткома Чистопольского производственного колхозно-совхозного управления. Чистопольский округ.
12. Рамеева, Сания Каримовна, монтажница механического завода. Казанский— Бауманский округ.
13. Сабирова, Таския Мухаметовна, врач Елабужской межрайонной больницы. Елабужский округ.
14. Смирнов, Лев, Николаевич, председатель Верховного Суда РСФСР. Сабинский округ.
15. Тунаков, Павел Дмитриевич, председатель исполкома Казанского городского Совета депутатов, трудящихся. Казанский—Советский округ.
16. Фатхуллина, Назия Гайнулловна, доярка колхоза имени Вахитова, Пестречинского производственного колхозно-совхозного управления. Пестречинский округ.
17. Хасанова, Райхана Ахметсафовна, бригадир колхоза имени Вахитова, Зеленодольского производственного колхозно-совхозного управления. Зеленодольский сельский округ.
18. Шаймеева, Зямиля Хаммадеевна, заведующая фермой колхоза «Татарстан» Сармановского производственного колхозно-совхозного управления. Мензелинский округ.
19. Шмарев, Алексей Тихонович, председатель совнархоза Средне-Волжского экономического района. Бугульминский округ.
20. Яснов, Михаил Алексеевич, первый заместитель Председателя Совета Министров, РСФСР. Челнинский округ.

## 1967 год
1. Амиров, Мирсаяф Масалимович, председатель правления Союза писателей Татарской АССР. Мамадышский округ.
2. Батыев, Салих Гилимханович, Председатель Президиума Верховного Совета Татарской АССР. Куйбышевский округ.
3. Билалова, Суфия Шайдулловна, свекловод колхоза им. Ульянова Октябрьского района. Октябрьский округ.
4. Бондаренко, Александр Иванович, председатель исполкома Казанского городского Совета депутатов, трудящихся. Казанский—Бауманский округ.
5. Габдрахманова, Савда Муллахметовна, птичница колхоза «Алга» Агрызского района. Елабужский округ.
6. Газизов, Галимзян Мирзаянович, председатель колхоза им. Куйбышева, Мензелинского района. Мензелинский округ.
7. Гимадеев, Мидхат Каримович, оператор нефтепромысла № 3 нефтепромыслового управления «Лениногорскнефть». Лениногорский округ.
8. Ермаков, Владимир Васильевич, первый секретарь Альметьевского горкома КПСС. Альметьевский округ.
9. Закиров, Ахат Закирович, комбайнер колхоза им. Жданова Арского района. Арский округ.
10. Карпов, Михаил Васильевич, слесарь-сборщик Казанского моторостроительного завода. Казанский—Ленинский округ.
11. Кирягина, Мария Максимовна, ткачиха Казанского льнокомбината им. В. И. Ленина. Казанский—Кировский округ.
12. Мартынов, Борис Павлович, первый заместитель Председателя Совета Министров, Татарской АССР. Пестречинский округ.
13. Мусин, Рашид Мусинович, первый секретарь Казанского горкома КПСС. Казанский—Советский округ.
14. Ромина, Екатерина Егорьевна, бригадир комплексной бригады колхоза «Приволжье» Зеленодольского района. Зеленодольский округ.
15. Сафина, Рашида Вазыховна, прессовщица Казанского завода. Казанский—Приволжский округ.
16. Седова, Валентина Прокопьевна, доярка колхоза «Путь к коммунизму» Апастовского района. Тетюшский округ.
17. Смирнов, Лев, Николаевич, Председатель Верховного Суда РСФСР. Сабинский округ.
18. Торочков, Иван Михайлович, начальник Главного управления по транспорту и снабжению нефтью и нефтепродуктами при Совете Министров, РСФСР. Бугульминский округ.
19. Троицкий, Михаил Трофимович, секретарь Татарского обкома КПСС. Буинский округ.
20. Федькина, Раиса Фахрадионовна, электросварщица строительно-монтажного управления № 4 Нижнекамского треста «Татэнергострой». Чистопольский округ.
21. Яснов, Михаил Алексеевич, Председатель Президиума Верховного Совета РСФСР. Челнинский округ.

## 1971 год
1. Ахметов, Мирзахмет Ахметович, тракторист колхоза «Дружба» Мамадышского района. Мамадышский округ.
2. Батыев, Салих Гилимханович, Председатель Президиума Верховного Совета Татарской АССР. Куйбышевский округ.
3. Бондаренко, Александр Иванович, председатель исполкома Казанского городского Совета депутатов, трудящихся. Казанский-Бауманский округ.
4. Галятдинова, Асия Шафигулловна, доярка колхоза им. Тукая Апастовского района. Тетюшский округ.
5. Гарипов, Карам Гарипович, председатель колхоза «Коммунизмга» Актанышского района. Мензелинский округ.
6. Гарифуллина, Рукия Сабировна, регулировщица приборов, казанского завода «Теплоконтроль». Казанский-Приволжский округ.
7. Ермаков, Владимир Васильевич, первый секретарь Альметьевского горкома КПСС. Альметьевский округ.
8. Зайнуллина, Фардия Гаделзяновна, бригадир цеха Казанского кожевенного производственного объединения. Казанский-Кировский округ.
9. Ларионова, Мария Семеновна, бригадир животноводческого совхоза «Елабужский» Елабужского района. Елабужский округ.
10. Лемаев, Николай Васильевич, генеральный директор Нижнекамского нефтехимического комбината. Чистопольский округ.
11. Мартынов, Борис Павлович, первый заместитель Председателя Совета Министров, Татарской АССР. Пестречинский округ.
12. Невлюдова, Ляйля Измаиловна, разметчица машиностроительного завода. Зеленодольский округ.
13. Смирнов, Лев, Николаевич, председатель Верховного Суда РСФСР. Сабинский округ.
14. Сорокина, Валентина Васильевна, свинарка совхоза «Восход» Аксубаевского района. Октябрьский округ.
15. Торочков, Иван Михайлович, начальник Главного управления по транспорту и снабжению нефтью и нефтепродуктами при Совете Министров, РСФСР. Бугульминский округ.
16. Троицкий, Михаил Трофимович, секретарь Татарского обкома КПСС. Буинский округ.
17. Трофимова, Людмила Ивановна, полировщица механического завода. Казанский-Советский округ.
18. Успенский, Виктор Константинович, министр местной промышленности РСФСР. Арский округ.
19. Фасхутдинов, Мунир Фатыхович, бурильщик управления буровых работ «Лениногорскбурнефть» объединения «Татнефть». Лениногорский округ.
20. Хамидуллин, Салих Сунгатович, слесарь Казанского моторостроительного завода. Казанский-Ленинский округ.
21. Яснов, Михаил Алексеевич, Председатель Президиума Верховного Совета РСФСР. Челнинский округ.

## 1975 год
1. Афанасьев, Виктор Григорьевич, главный редактор журнала «Коммунист». Сабинский округ.
2. Бабаев, Александр Иванович, генерал-полковник авиации. Бугульминский округ.
3. Батыев, Салих Гилимханович, Председатель Президиума Верховного Совета Татарской АССР. Куйбышевский округ.
4. Беляев, Раис Киямович, первый секретарь Набережно-Челнинского горкома КПСС. Набережно-Челнинский округ.
5. Бондаренко, Александр Иванович, председатель исполкома Казанского городского Совета депутатов, трудящихся. Бауманский округ.
6. Валиуллина, Ильсия Шайдулловна, фрезеровщица Казанского моторостроительного завода. Ленинский округ.
7. Гарифуллина, Нурия Абдулловна, бригадир швей-мотористок Зеленодольской швейной фабрики № 2. Зеленодольский округ.
8. Гибадуллина, Таслия Хуззятовна, оператор нефтегазодобывающего управления «Иркеннефть» производственного объединения «Татнефть». Лениногорский округ.
9. Гилязов, Наиль Мингазович, слесарь-лекальщик завода «Теплоконтроль». Приволжский округ.
10. Котов, Александр Михайлович, первый заместитель Председателя Совета Министров, Татарской АССР. Чистопольский округ.
11. Лемаев, Николай Васильевич, генеральный директор Нижнекамского нефтехимического комбината. Нижнекамский округ.
12. Макарова, Раиса Романовна, доярка совхоза «Красный маяк» Камско-Устьинского района. Тетюшский округ.
13. Нуриманов, Наил Гумирович, звеньевой колхоза им. Тукая Мензелинского района. Мензелинский округ.
14. Рахманин, Олег Борисович, первый заместитель заведующего Отделом ЦК КПСС. Елабужский округ.
15. Тимофеева, Галина Александровна, электромонтажница Казанского механического завода. Советский округ.
16. Троицкий, Михаил Трофимович, секретарь Татарского обкома КПСС. Буинский округ.
17. Тухватуллин, Рифкат Вазыхович, тракторист-машинист совхоза «МЮД» Аксубаевского района. Октябрьский округ.
18. Успенский, Виктор Константинович, министр местной промышленности РСФСР. Арский округ.
19. Хаертдинова, Мугульсум Давлетхузеевна, телятница колхоза «Эконом» Азнакаевского района. Альметьевский округ.
20. Шакиров, Мухаметзян Шакирович, председатель колхоза «Кзыл флаг» Мамадышского района. Мамадышский округ.
21. Шакирова, Рушания Газисзановна, сборщица химического завода. Кировский округ.
22. Яснов, Михаил Алексеевич, Председатель Президиума Верховного Совета РСФСР. Челнинский округ.